# Joseph Szydlowski
Joseph Szydlowski (en polonais Józef Szydłowski), né le 21 novembre 1896 à Chełm en Pologne et mort le 16 juillet 1988 à Césarée en Israël, est un ingénieur français originaire de Pologne, créateur de la firme Turbomeca qu'il a fondée en 1938, un des bâtisseurs de l'industrie aéronautique française.

## Biographie
Né à Chełm, dans l'est de la Pologne (alors dans l'Empire russe) dans une famille juive ashkénaze, après des études, il est enrôlé dans l'armée russe durant la Première Guerre mondiale et pris en captivité par les Allemands. Après la guerre, il reste en Allemagne où il travaille pour des sociétés comme Krupp, Gaggenau et Junkers. En 1920 enregistre ses premiers brevets d'inventions.
Il se marie avec une citoyenne allemande, Ida Konopatzki, avec laquelle il a deux filles : Sonia Meton et Dorothée Wittver.
En 1930, trois ans avant l'arrivée de Hitler au pouvoir, il émigre en France, où il va devenir un grand chef d'industrie.
Il fonde la firme Turbomeca le 29 août 1938.
Constructeur de compresseurs pour moteurs à pistons, il oriente ses recherches sur les réacteurs de petite puissance. Obligé de fuir en Suisse devant l’occupant nazi, il y revient après la Seconde Guerre mondiale.
Repliée dans les Pyrénées en juin 1940, l'entreprise poursuivit ses activités sous Vichy avec un "administrateur aryen", mais dès l'invasion de la zone libre, en 1942, Szydlowski s'enfuit en Suisse, échappant à la Gestapo grâce à un gendarme venu l’avertir. Quand il revient, en septembre 1944, l'usine est dévastée, les machines ont disparu. Il oriente alors la production vers un domaine négligé, celui des turbines à gaz, idéales pour équiper les petits avions et les hélicoptères. Motorisée par ses soins, l'Alouette II pulvérise en 1956 tous les records d'altitude.
Passionné de montagne, il baptise ses productions en utilisant des toponymes pyrénéens. En 1946, installé dans la plaine de Nay, il fait de Turbomeca un des fleurons de l’industrie aéronautique française.
Après la guerre des Six Jours au Proche-Orient, devant l'embargo imposé par le général de Gaulle sur les livraisons de matériel militaire, y compris d'avions de combat pour Israël, Szydlowski vient en aide à l'état juif en y ouvrant à Beït Chemech une usine de moteurs d'avions.
En 1969, l'Association des journalistes professionnels de l'aéronautique et de l'espace (AJPAE) lui décerne le prix Icare.
Personnalité exceptionnelle, célèbre pour son énergie, son enthousiasme et ses coups de gueule à l'accent polono-yiddish, Szydlowski était très proche et respecté du personnel, aussi à l'aise devant un tour que devant une planche à dessin. "Il ne dirige pas Turbomeca, il est Turbomeca ! " disaient les spécialistes. 6
Dans ses dernières années, il établit son siège permanent à Césarée en Israël, où il est mort en 1988.

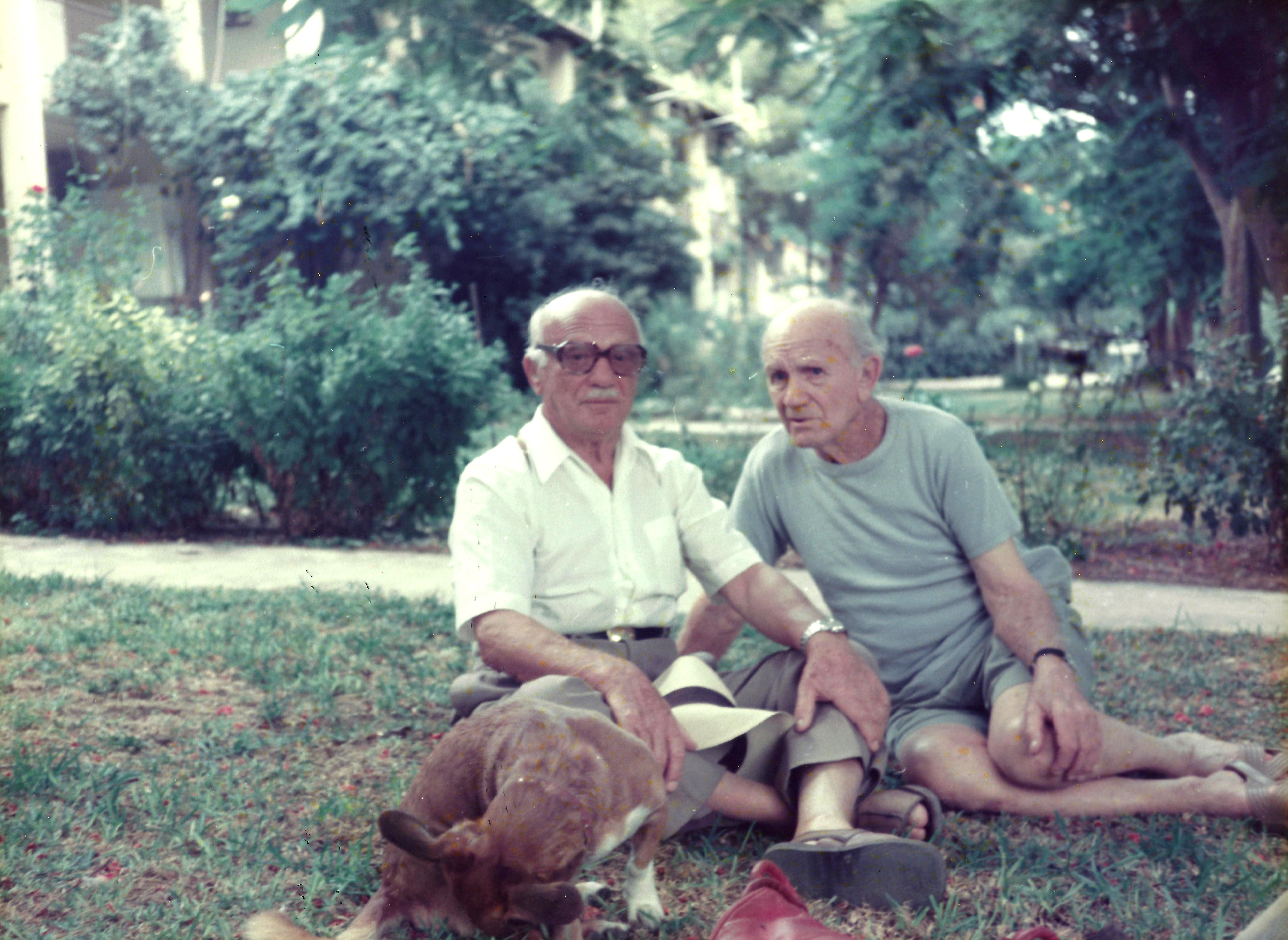
Joseph Szydlowski (à gauche) avec son frère Aharon (à droite).

Son frère, Aharon Shidlovski (1892-1980), figure remarquable du sionisme ouvrier en Israël, a été parmi les fondateurs du kibboutz Kineret.